# محمدعلی فیض لاهیجی
محمدعلی فیض لاهیجی گیلانی (زادهٔ ۱۳۰۳  – درگذشتهٔ ۵ شهریور ۱۴۰۰) از اعضای جامعه مدرسان حوزه علمیه قم بود.
وی در روستای دموچال لاهیجان به دنیا آمد. او پس از دوره مقدمات حوزه علمیه قم برای فراگیری دروس سطح از آموزش‌های مرتضی مطهری (درس اصول) محمدصدوقی (لمعتین) سید محمد باقرسلطانی طباطبایی (رسائل، مکاسب و کفایه) و حسینعلی منتظری (شرح منظومه سبزواری) بهره‌ جست. آنگاه خود را آماده فراگیری سطح عالی علوم و معارف اسلامی کرد و در این راه از استادانی چون خمینی (فقه و دو دوره درس اصول) و سید حسین طباطبایی بروجردی (خارج فقه) استفاده نمود.
او از خمینی و محمدتقی بهجت فومنی در امور حسبیه اجازه دارد.
فیض لاهیجی از اعضای جامعه مدرسان حوزه علمیه قم بود. او در دوره‌های اول و دوم عضو مجلس خبرگان رهبری بود. او نمایندهٔ روح‌الله خمینی در دانشگاه الزهرا بود. وی همچنین ۸ سال رئیس و قائم مقام دیوان عدالت اداری ایران بود. پس از رد صلاحیت اکبر هاشمی رفسنجانی در انتخابات ریاست جمهوری سال ۱۳۹۲، فیض در نامه‌ای به او نگرانی خود را از این پیشامد اعلام کرد. فیض برای انتخابات پنجمین دوره مجلس خبرگان در ۱۳۹۴ کاندیدا  و رد صلاحیت شد. او در ۸ آبان ماه ۱۳۹۷ همزمان با اربعین با سید محمد خاتمی دیدار کرد.

## درگذشت
محمدعلی فیض لاهیجانی در ۵ شهریور ۱۴۰۰ براثر کهولت سن در سن ۹۷ سالگی در تهران درگذشت.